# المجر في الألعاب الأولمبية الصيفية 2016
نافست المجر في دورة الألعاب الأولمبية الصيفية 2016 في ريو دي جانيرو، البرازيل، من 05-21 أغسطس 2016. ظهرت الرياضيين الهنغاريين في كل دورة من دورات الألعاب الأولمبية الصيفية، باستثناء مرتين وهي :دورة الألعاب الاولمبية الصيفية 1920 في أنتويرب، بعد التحريض من أجل الحرب العالمية الاولى ودورة الألعاب الاولمبية الصيفية عام 1984 في لوس انجلوس بسبب الحرب السوفيتيه في أفغانستان.